# Integrerad utvecklingsmiljö

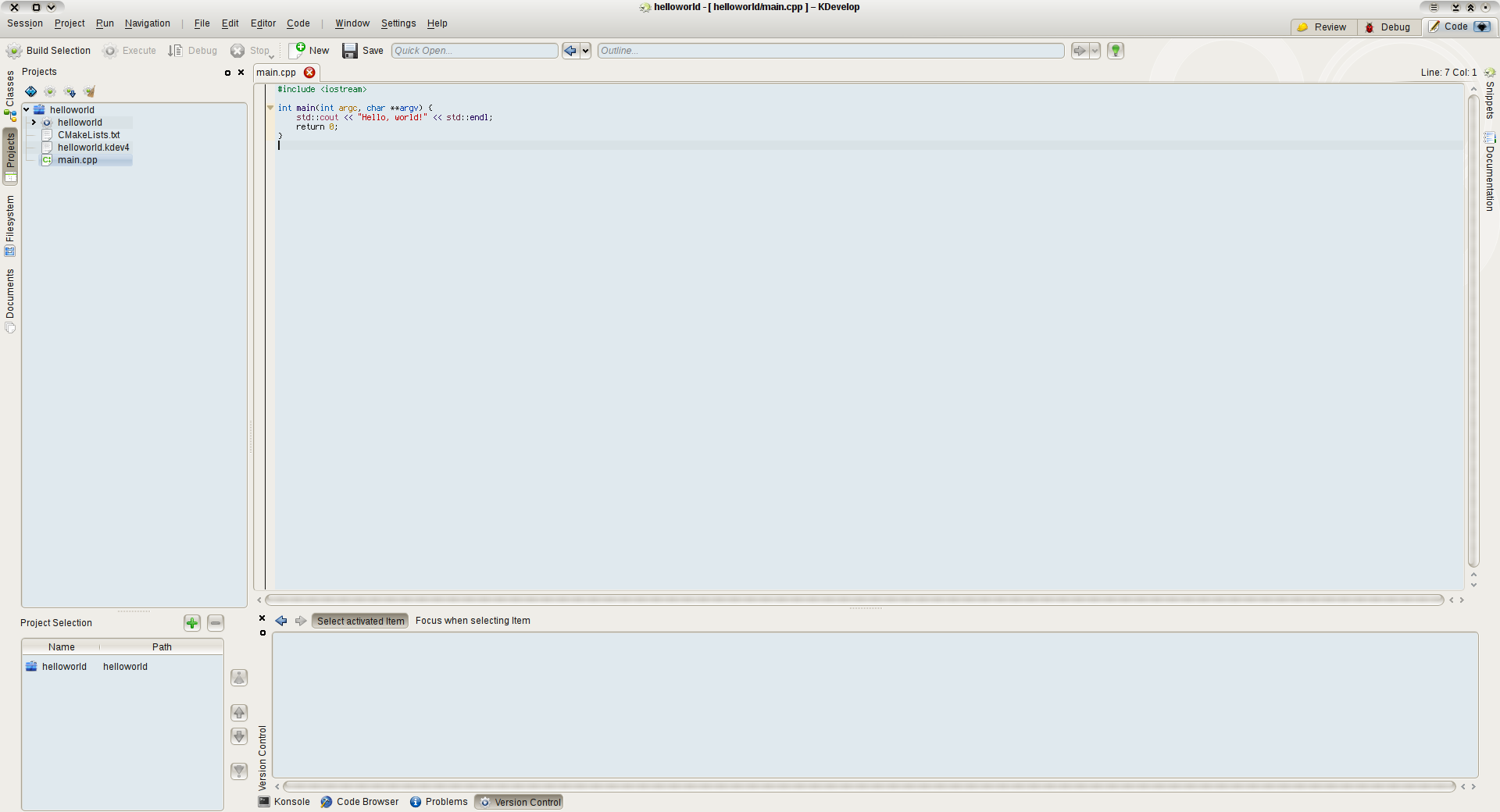
utvecklingsmiljön KDevelop.

En utvecklingsmiljö (engelska integrated development environment, IDE), är ett datorprogram eller en programsvit som vanligtvis innehåller en textredigerare, kompilator, och avlusare, tillsammans med ett antal andra funktioner avsedda att underlätta vid programmering.
Exempel på utvecklingsmiljöer är KDevelop, NetBeans, Eclipse, Delphi och Microsoft Visual Studio.
Den i Unix allmänna textredigeraren emacs utgör i sig själv en integrerad utvecklingsmiljö (förutsatt att kompilatorer och andra komponenter som emacs använder finns installerade). En del anser att själva Unix (i traditionell form) utgör en integrerad utvecklingsmiljö, då operativsystemet förutom textredigerare och kompilatorer erbjuder en mångfald verktyg för manipulering av filer och möjlighet att kombinera dessa effektivt.